# Sociální studia
Sociální studia jsou odborným recenzovaným časopisem vydávaným Masarykovou univerzitou na katedře sociologie Fakulty sociálních studií. Časopis navazuje na sborník stejného jména, který pocházel z produkce brněnské ŠKoly sociálních studií v rámci Filosofické fakulty Masarykovy univerzity v Brně. Cílem časopisu je zpřístupňovat nové pohledy a témata v rámci sociálněvědného výzkumu a humanitních studií. Jednotlivá čísla jsou monotematicky zaměřena, dává však prostor i kvalitním příspěvkům, jež se nevztahují k tématu aktuálního čísla. 
První číslo časopisu vyšlo pod názvem Sborník prací Filosofické fakulty, řada G, a to v roce 1996, od roku 2004 vychází jako samostatný fakultní časopis již pod názvem Sociální studia, a to jak v tištěné, tak v elektronické podobě. Od roku 2015 vychází časopis dvojjazyčně - česky a anglicky - pod názvem Sociální studia / Social Studies. Časopis je indexován v databázi SCOPUS, od roku 2019 ve druhém kvartilu (Q2) žebříčku Social Sciences (miscellaneous).
Šéfredaktorem časopisu je Pavel Pospěch, výkonnou redaktorkou Barbora Hubatková.

## Ediční a redakční rada časopisu
Jan Balon (Univerzita Karlova, Praha)
Pavel Barša (Univerzita Karlova, Praha)
Andrea Baršová (Úřad vlády ČR, Praha)
Michael Buchowski (Uniwersytet im. Adama Mickiewicza, Poznań)
Martin Bútora (Institut pre verejné otázky, Bratislava)
Hana Červinková (Dolnośląska Szkoła Wyżsa, Wroclaw)
Slavomíra Ferenčuhová (Sociologický ústav AV ČR, Praha)
Andrej Findor (Univerzita Komenského, Bratislava)
Ivan Chorvát (Univerzita Mateja Bela, Bánská Bystrica)
Zuzana Kusá (Slovenská akadémia vied, Bratislava)
Kateřina Lišková (Masarykova univerzita, Brno)
Radim Marada (Masarykova univerzita, Brno)
Miroslav Marcelli (Univerzita Komenského, Bratislava)
Petr Mareš (Masarykova univerzita, Brno)
Ladislav Rabušic (Masarykova univerzita, Brno)
Kateřina Sidiropulu Janků (Masarykova univerzita, Brno)
Maxmilián Strmiska (Univerzita Hradec Králové)
Jaroslav Střítecký (Masarykova univerzita, Brno)
Dana Sýkorová (Univerzita Palackého, Olomouc)
Csaba Szaló (Masarykova univerzita, Brno)
Gerlinda Šmausová (Universität des Saarlandes, Saarbrücken)
Václav Štětka (Loughborough University, Loughborough)
Jan Váně (Západočeská univerzita, Plzeň)
Roman Vido (Ostravská univerzita, Ostrava)

## Mezinárodní vědecká rada časopisu
Jeffrey Alexander (Yale University, USA)
Rowland Atkinson (University of Sheffield, UK)
Andrea Brighenti (Trento University, Italy)
Elisabete Figueiredo (University of Aveiro, Portugal)
Paul Higgs (University College London, UK)
Mervyn Horgan (University of Guelph, Canada)
Hubert Knoblauch (Technische Universität Berlin, Germany)
Laszlo Kulcsar (Penn State University, USA)
Dmitry Kurakin (National Research University Higher School of Economics, Russia)
Monika Mynarska (Cardinal Stefan Wyszynski University in Warsaw, Poland)
Nina Peršak (University of Ljubljana, Institute for Criminal Law Ethics and Criminology, Slovenia)
Philip Smith (Yale University, USA)
Simon Susen (City, University of London, UK)